# Eduardo Manchón
Eduardo Manchón Molina (* 24. Juli 1930 in Barcelona; † 29. September 2010 ebenda) war ein spanischer Fußballspieler.
Der Sturm auf der linken Außenbahn gehörte dem legendären Fünf-Pokale-Barça an, das 1952 alle fünf möglichen Pokale gewann.
Zwischen 1950 und 1957 erzielte er in 201 Spielen 88 Tore für den FC Barcelona, der in dieser Zeit einen seiner erfolgreichsten Abschnitte erlebte. Der Linksfuß, der aber auch mit dem rechten abschließen konnte, gewann mit dem Klub zweimal die spanische Meisterschaft, vier Mal den spanischen Pokal, zweimal den Copa Eva Duarte und einmal den Latin Cup.

## Karriere
Manchón, Sohn einer hart arbeitenden Familie aus Murcia, kam im Alter von 16 Jahren zum FC Barcelona. Zunächst spielte der Katalane für SD España Industrial, das damals des Reserveteam des FC Barcelona war. Am 5. Spieltag der Saison 1950/51 gab Manchón gegen den FC Valencia seinen Ligaeinstand für die erste Mannschaft und erzielte auch sogleich sein erstes Tor.
Zusammen mit László Kubala, César, Estanislao Basora bildete er damals eine der torgefährlichsten Sturmreihen in der Geschichte des Klubs. In der Saison 1951/52 gelang es dem Klub, alle fünf Pokale (Meisterschaft, Pokal, Latin Cup, Copa Eva Duarte und Trofeo Martini & Rossi) zu gewinnen.
Nach seiner Zeit bei Barça spielte er in der Saison 1957/58 für den Erstligisten FC Granada und später für Deportivo La Coruña, Club Atlètic Ibèria und CE l’Hospitalet.
Manchon lief in seiner Karriere einmal für die spanische Nationalelf auf. Dies war während eines Qualifikationsspiels für die WM 1954, eine 0:1-Niederlage gegen die Türkei.
Daneben kann der Katalane auch einen Einsatz für die Katalanische Fußballauswahl verzeichnen.
Nach langer Krankheit starb er am 29. September 2010 im Alter von 80 Jahren.

## Erfolge
- Spanische Meisterschaft (2): 1952, 1953
- Spanischer Pokal (4): 1951, 1952, 1953, 1957
- Copa Eva Duarte (2): 1952, 1953
- Latin Cup (1): 1952